# Авианосец MUGEM
Авианосец MUGEM — первый авианосец ВМС Турции. MUGEM расшифровывается как Milli Uçak Gemisi, что означает «Национальный авианосец». В настоящее время в процессе строительства. На данный момент не имеет официального названия.

## Строительство
Проект турецкого авианосца MUGEM (Milli Uçak Gemisi) впервые был представлен широкой публике в феврале 2024 года, когда президент Турции Реджеп Тайип Эрдоган посетил конструкторское бюро ВМС, расположенное на военно-морской верфи в Стамбуле.
Модель корабля была впервые показана на выставке SAHA EXPO 2024 года, после чего были опубликованы дополнительные подробности, такие как силовая установка, размеры, элементы дизайна.
Строительство первого авианосца MUGEM началось в январе 2025 года.
В отчете Infodefensa на первый план вышли заявления, сделанные главой оборонной промышленности Халуком Гёргюном. По его словам, изначально планировалось, что длина авианосца составит 285 метров, но в новом проекте она была увеличена до 300 метров.
Новая платформа спроектирована как плавучая база для самолетов, вертолетов, беспилотных летательных аппаратов и систем управления и контроля. Авианосец будет оснащён катапультной системой запуска и аэрофинишёрами, соответствуя самым передовым стандартам. Что значительно увеличит возможности морской авиации Турции.

## Сравнение
Новый авианосец будет значительно крупнее французского авианосца Charles de Gaulle водоизмещением 42 000 тонн и длиной 261 метр, а также, как планируется, будет длиннее кораблей британского ВМС типа «Куин Элизабет», имеющих водоизмещение 65 000 тонн и длину около 280 метров. С помощью этого проекта Турция стремится увеличить свою авианосную вместимость до уровня, близкого к атомным авианосцам ВМС США. Так USS Gerald R. Ford, крупнейший корабль США, имеет длину 337 метров и водоизмещение 75 000 тонн.

## Вооружение
Планируется вооружение корабля несколькими типами летательных аппаратов — как пилотируемых, так и беспилотных.
В числе возможных вариантов:
- морская версия легкого штурмовика TAI Hürjet;
- беспилотные истребители TAI Anka-3 и Bayraktar Kızılelma;
- ударные БПЛА Bayraktar TB3.

Кроме того, планируется установить четыре артиллерийские системы ближнего боя ПВО GÖKDENİZ и семь стабилизированных пулеметных систем STAMP. Для обеспечения самообороны авианосец MUGEM будет оснащен 32 вертикальными пусковыми ячейками (8×4) зенитного ракетного комплекса MIDLAS и четырьмя 35-мм зенитными артиллерийскими установками системами Gökdeniz.
Имеются слухи о создании палубной версии перспективного истребителя 5-го поколения KAAN, что видится амбициозным проектом и требует дополнительных подтверждений, также не исключён возврат Турции в программу F-35, что позволит использовать палубные истребители F-35C.